# Nasir ibn Murschid
Nasir ibn Murschid (arabisch ناصر بن مرشد, DMG Nāṣir bin Muršid; † 1649) war Imam von Oman von 1624 bis 1649.
Mit Nasir ibn Murschid wurde 1624 nach langer Zeit wieder ein Imam (siehe: Ibaditen) in Oman gewählt. Diesem gelang es die Stämme im Kampf gegen die Portugiesen zu vereinen, die im 16. Jahrhundert die Küstenstädte besetzt hatten und den Handel der Golfregion kontrollierten. Er eroberte von den Portugiesen Sur und erzwang die Räumung von Suhar. Diese konnten gegen Tributzahlungen den Besitz von Maskat und Matrah vorläufig behaupten. Unter Nasir ibn Murschid wurde die Residenz der Imame von Nizwa nach Rustaq verlegt. Ansehen und Prestige von Nasir ibn Murschid waren so groß, dass nach seinem Tod sein Cousin Sultan ibn Saif I. (1649–1668) zum neuen Imam gewählt wurde. Somit setzt sich in Oman erstmals das dynastische Prinzip durch, wodurch Nasir ibn Murschid zum Begründer der Yaruba-Dynastie wurde.
| Vorgänger | Amt                     | Nachfolger         |
| --------- | ----------------------- | ------------------ |
| —         | Imam von Oman 1624–1649 | Sultan ibn Saif I. |

| Personendaten    | Personendaten             |
| ---------------- | ------------------------- |
| NAME             | Nasir ibn Murschid        |
| KURZBESCHREIBUNG | Imam von Oman (1624–1649) |
| GEBURTSDATUM     | vor 1624                  |
| STERBEDATUM      | 1649                      |